# 屈尔蒙 (肖蒙区)
屈尔蒙（法語：Curmont，法語發音：[kyʁmɔ̃]）是法国上马恩省的一个市镇，属于肖蒙区。屈尔蒙全境位于市镇科隆贝双教堂村，是科隆贝双教堂村的一块内飞地。

## 地理
屈尔蒙（48°15'34"N, 4°57'16"E）面积2.94 平方千米，位于法国大東部大區上马恩省，该省份为法国东北部内陆省份，北起马恩省和默兹省，西接奥布省，西南接科多尔省，东南接上索恩省，东临孚日省。
与屈尔蒙接壤的市镇（或旧市镇、城区）包括：科隆贝双教堂村、科隆贝双教堂村、拉莫特昂布莱西。
屈尔蒙的时区为UTC+01:00、UTC+02:00（夏令时）。

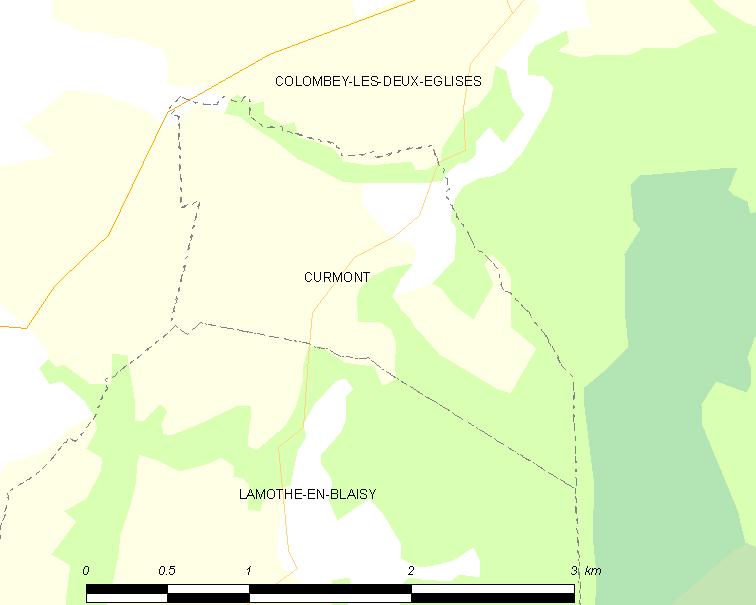
屈尔蒙的OSM定位图

## 行政
屈尔蒙的邮政编码为52330，INSEE市镇编码为52157。

## 政治
屈尔蒙所属的省级选区为沙托维兰县。

## 人口

1962-2008年间屈尔蒙人口变化图示

屈尔蒙于2022年1月1日时的人口数量为12人。